# Інтерференція свердловин
Інтерференція свердловин — взаємодія працюючих нафтових, газових або водних свердловин, що просвердлені з поверхні до одного й того самого продуктивного пласту або до різних, але гідродинамічно пов'язаних один з одним пластів; закони інтерференції свердловин вивчає окрема наука про фільтрацію — підземна газогідродинамика.
Чим більше наближеними є свердловини одна до одної, тим більшого рівня зниження флюїду буде досягнуто. При цьому дебіт кожної із взаємодіючих свердловин Q1 буде меншим від того, яким він був би у кожної окремої свердловини Q.
Інтерференція свердловин обумовлює зменшення дебіту кожної зі взаємодіючих свердловин і оцінюється величиною І = Q1:Q. 
За зменшення відстані між свердловинами буде зменшуватись і величина інтерференції. Якщо відстань L між свердловинами є меншою за радіуси впливу їх лійок депресії R1 та R2, то ці свердловини взаємодіють.
При L=R1+R2 або L=2R взаємодії свердловин не буде, інтерференція дорівнюватиме одиниці, а зниження депресійних кривих не відбудеться.  За зменшення відстані між свердловинами буде зменшуватись і величина інтерференції. Так за відстані, яка дорівнює R; 0,5R; 0,2R; 0,02R та 0,002R інтерференція, відповідно, складатиме 0,97; 0,90; 0,81; 0,64 та 0,53.
Отже, при експлуатації системи свердловин треба прагнути, щоб їх інтерференція дорівнювала одиниці, що обумовлює максимальний дебіт на кожній з системи свердловин.